# Spheterista urerana
Spheterista urerana là một loài bướm đêm thuộc họ Tortricidae. Nó là loài đặc hữu của Oahu.
Ấu trùng ăn Urera sandvicensis.